# هاري ك. كلارك
هاري ك. كلارك (بالإنجليزية: Harry C. Clark)‏ هو سياسي أمريكي، ولد في 8 يونيو 1883 في باي سيتي في الولايات المتحدة، وتوفي في 27 ديسمبر 1950 في سان دييغو في الولايات المتحدة. حزبياً، نشط في الحزب الجمهوري. وقد انتخب عمدة سان دييغو ‏.